# Teofilip Nyrén

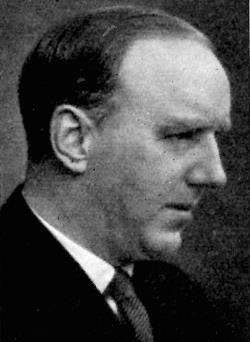
Teofilip Nyrén.

Carl Teofilip Nyrén, född 13 september 1897 i Helsingborg, död 6 november 1973, var en svensk läkare.
Nyrén, som var son till köpman Carl Nyrén och Emma Jönsson, avlade studentexamen i Stockholm 1916, blev medicine kandidat där 1919 och medicine licentiat där 1924. Han blev e.o. amanuens på patologiska institutionen vid Karolinska Institutet 1921 och var tillförordnad underläkare och underläkare på Spenshults sanatorium 1920–1927. Han var assistentläkare vid medicinska avdelningen på Maria sjukhus 1925, amanuens och tillförordnad underläkare vid medicinska kliniken på Serafimerlasarettet 1927–1929, förste underläkare på Orups sanatorium 1929–1932 samt överläkare på Jonas Selggrens sanatorium i Gävle och läkare vid Gävle stads dispensär 1932–1962. 
Nyrén var bland annat ordförande i Gästriklands läkarförening 1940–1945, i Gävle stads nykterhetsnämnd 1942–1951 och huvudman och styrelsesuppleant i Svenska nationalföreningen mot hjärt- och lungsjukdomar 1948–1966. Han författade skrifter i invärtes medicin, speciellt om tuberkulos.